# Nissan Interstar
Nissan Interstar var en varebil fra Nissan Motor bygget i samarbejde med Renault og Opel.

## Historie
Da Nissan havde brug for en efterfølger for de forældede modeller Nissan Trade og Nissan Urvan, valgte man i stedet for selv at udvikle en ny model at indgå et joint venture med Renault. Dette resulterede i, at den allerede i 1998 introducerede Renault Master fra juli 2002 også blev solgt under navnet Nissan Interstar. En tredje søstermodel er Opel Movano.
Teknisk set adskiller Interstar sig kun fra søstermodellen gennem, at den kun findes i versioner op til 3,5 tons tilladt totalvægt. Interstar blev bygget hos GM Manufacturing Luton som højrestyret version, samt hos Société des Véhicules Automobiles de Batilly i Frankrig og i Barcelona i Spanien som venstrestyret version. I 2004 begyndte National Car Corporation også at bygge modeller til det sydafrikanske marked.

### Facelift
Samtidig med faceliftet af Renault Master og Opel Movano fik Interstar i sommeren 2003 et modificeret karrosseri, modificerede motorer og et modificeret interiør. Derudover kunne den faceliftede model også leveres med automatiseret manuel gearkasse og som ekstraudstyr ESP. Til standardudstyret hørte også bremseassistent og ABS. Interstar fandtes fra dette tidspunkt også som minibus med op til 16 siddepladser.
I 2010 blev Interstar afløst af Nissan NV400, som fortsat bygges i samarbejde med Renault og Opel.
- Nissan Interstar (2003–2010)
- Instrumentbræt

## Sikkerhed
Det svenske forsikringsselskab Folksam vurderer flere forskellige bilmodeller ud fra oplysninger fra virkelige ulykker, hvorved risikoen for død eller invaliditet i tilfælde af en ulykke måles. I rapporterne er/var den næsten identiske Renault Master klassificeret som følger:
- 2013: Mindst 40% bedre end middelbilen[2]
- 2015: Mindst 40% bedre end middelbilen[3]

## Tekniske data
| [ 4 ]                                | 1.9 dCi 80         | 2.2 dCi 90         | 2.5 dCi 100        | 2.5 dCi 100         | 2.5 dCi 115         | 2.5 dCi 120                  | 2.5 dCi 150                  | 3.0 dCi 140          |
| Byggeperiode                         | 2002−2005          | 2002−2005          | 2002−2005          | 2005−2010           | 2002−2005           | 2005−2010                    | 2005−2010                    | 2003−2005            |
| Motordata                            |                    |                    |                    |                     |                     |                              |                              |                      |
| Motortype                            | R4-dieselmotor     | R4-dieselmotor     | R4-dieselmotor     | R4-dieselmotor      | R4-dieselmotor      | R4-dieselmotor               | R4-dieselmotor               | R4-dieselmotor       |
| Antal ventiler                       | 8                  | 16                 | 16                 | 16                  | 16                  | 16                           | 16                           | 16                   |
| Fødesystem                           | Commonrail         | Commonrail         | Commonrail         | Commonrail          | Commonrail          | Commonrail                   | Commonrail                   | Commonrail           |
| Slagvolume                           | 1870 cm³           | 2188 cm³           | 2463 cm³           | 2463 cm³            | 2463 cm³            | 2463 cm³                     | 2463 cm³                     | 2953 cm³             |
| Maks. effekt ved omdr./min.          | 60 kW (82 hk) 3500 | 66 kW (90 hk) 3650 | 73 kW (99 hk) 3500 | 74 kW (101 hk) 3500 | 84 kW (114 hk) 3500 | 88 kW (120 hk) 3500          | 107 kW (145 hk) 3500         | 100 kW (136 hk) 3600 |
| Maks. drejningsmoment ved omdr./min. | 200 Nm 2000        | 260 Nm 1500        | 260 Nm 1500        | 260 Nm 1500         | 290 Nm 1600         | 300 Nm 1500                  | 320 Nm 1500                  | 320 Nm 1800          |
| Kraftoverførsel                      |                    |                    |                    |                     |                     |                              |                              |                      |
| Drivende hjul                        | Forhjul            | Forhjul            | Forhjul            | Forhjul             | Forhjul             | Forhjul                      | Forhjul                      | Forhjul              |
| Gearkasse (standardudstyr)           | 5-trins manuel     | 5-trins manuel     | 5-trins manuel     | 6-trins manuel      | 6-trins manuel      | 6-trins manuel               | 6-trins manuel               | 6-trins manuel       |
| Gearkasse (ekstraudstyr)             | –                  | –                  | –                  | –                   | –                   | 6-trins automatiseret manuel | 6-trins automatiseret manuel | –                    |
| Præstationer                         |                    |                    |                    |                     |                     |                              |                              |                      |
| Topfart                              | 131 km/t           | 130−137 km/t       | 135−140 km/t       | 138−140 km/t        | 143−145 km/t        | 140−147 km/t                 | 153−159 km/t                 | 153 km/t             |